# ناتالي هيمبي
ناتالي نيكول هيمبي وريوك (بالإنجليزية: Natalie Nicole Hemby Wrucke)‏ (ولدت في 24 مارس 1977) كاتبة أغاني ومغنية موسيقى كانتري أمريكية. كتبت أغانٍ لـ لي آن ووماك وإيل يونغ باند وتوبي كيث وميراندا لامبيرت وسوني سويني وليتل بيغ تاون وجون باردي وكاسي موسغرافس وليدي غاغا. في عام 2019 ، انضمت إلى فرقة الكانتري النسائية ذا هاي وومن.

## النشأة
ولد هيمبي في نورمال، إلينوي. هي ابنة عازف الجيتار في استديوهات ناشفيل توم هيمبي، ووالدتها ديانا هيمبي.

## المهنة

### كتابة الأغاني
كتبت هيمبي لعدة أغاني لعدة فنانيين أبرزهم لـ لي آن ووماك وإيل يونغ باند وتوبي كيث وميراندا لامبيرت وسوني سويني وليتل بيغ تاون وجون باردي وكاسي موسغرافس وليدي غاغا، تعمل حاليًا كاتبة أغاني في مجموعة يونيفرسال ميوزيك ناشفيل (UMPG) ، وكانت سابقًا تعمل إلى إيمي ميوزيك للنشر وكرنفال ميوزيك.

### ألبوماتها كفنانة
في 13 يناير 2017 ، أصدرت هيمبي أول ألبوم استوديو لها بعنوان «بوكسيكو» (بالإنجليزية: Puxico)، سمت الألبوم على اسم بلدة ميسوري حيث عاش جدها ، تم إصدار الألبوم بواسطة شركة غيت ويرك للإنتاج (بالإنجليزية: GetWrucke Productions) التي تديرها هيمبي مع زوجها المنتج الموسيقي مايك ويرك.

### الإنضمام إلى ذا هاي وومن
تم الكشف عن هيمبي كعضوة أخيره لـ ذا هاي وومن، وهي فرقة كانتري نسائية موسيقية، تضم الفرقة الاعضاء براندي كارلايل ومارين موريس وأماندا شيريس.

## الحياة الشخصية
هيمبي متزوجة من المنتج الموسيقي مايك وريوك.